# Chiesa delle Sante Orsola e Caterina
La chiesa delle Sante Orsola e Caterina, anche nota come Sant'Orsola a Tor de' Specchi e in precedenza come San Nicola dei Funari, era una chiesa di Roma che si trovava lungo la via di Tor de' Specchi, l'odierna via del Teatro di Marcello, nel rione Campitelli, vicino al versante occidentale del colle Capitolino. All'inizio era dedicata a san Nicola, e in seguito alle sante Orsola e Caterina d'Alessandria.

## Storia
Un'iscrizione del 1180, attualmente nel cortile del palazzo Venezia, menziona la consacrazione dell'altare di questa chiesa. Viene menzionata nel catalogo di Cencio Camerario, una lista compilata da Cencio Savelli (1192), con il nome di Sco. Nicolao Funariorum. Dedicata a san Nicola, l'epiteto "dei Funari" si riferiva ai fabbricanti di funi che vivevano nella regione. In una lista di chiese compilata nel 1492, viene citata come S. Nicolai in sinistra scalae Arae Caeli.
Nel 1599, la Confraternita delle Sante Orsola e Caterina venne fondata nella chiesa di Santa Maria della Pietà, nella piazza Colonna. Lasciata questa chiesa per stabilirsi in un oratorio in piazza del Popolo, i membri della confraternita ottennero dal papa Alessandro VII, nel 1662, la chiesa di San Nicola, la cui dedica fu cambiata per omaggiare sant'Orsola e santa Caterina, un evento ricordato in un'iscrizione in cima al portale d'ingresso:
QUOD
ECCLESIA OLIM PAROCHIALIS S[ANCTI]. NICOLAI DE FVNARIIS
BASILICAE S[ANCTI]. MARCI SVA MVNIFICENTIA VNITA
VT ARCHIFRATERNIATI S[ANCTE]. VRSULAE ET CATHARINAE
IN VSVM PERPETVVM CONCEDERETVR
AD BENEFICIA PROPENSIOR ANNVERIT
ILL[VSTRISSI]MVS REV[ERENDISSI]MVS D[OMI]NVS ORATIVS MATTEIVS PRIMICERIVS»
Nel 1674, il papa Clemente X elevò la confraternita al rango di arciconfraternita e concesse indulgenze e privilegi alla sua chiesa. Poco più di un secolo dopo, nel 1783, l'arciconfraternita fu soppressa e la chiesa passò alla Compagnia dei Preti Secolari del Sussudio Ecclesiastico. La chiesa venne restaurata su progetto di Carlo de Dominicis.
Negli anni 1920, il governo fascista portò avanti una grande opera edilizia per liberare il Campidoglio dalle sue costruzioni medievali, e praticamente tutte le strutture tra la basilica di Santa Maria in Aracoeli e il teatro di Marcello, sacre e non, furono demolite. Nello specifico, la chiesa delle Sante Orsola e Caterina fu demolita nel 1929.

## Descrizione

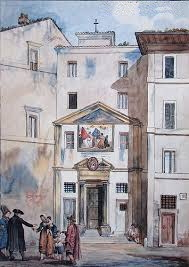
La chiesa in un acquerello realizzato da Achille Pinelli nel 1834.

La facciata della chiesa era inglobata in un edificio residenziale. Il piano inferiore aveva tre portali di accesso, con i due laterali coronati da delle finestre con delle grate. Al centro c'era il portale principale con delle colonne doriche su basi alte. Sopra il portale, che era coronato da un frontone spezzato, si trovava l'iscrizione di Alessandro VII e, al di sopra, un affresco che raffigurava sant'Orsola che si inchinava di fronte alla Vergine con il Bambino. Questa immagine aveva sostituito un affresco precedente di una Vergine col Bambino con San Nicola alla fine del XVII secolo.
All'interno, l'altare maggiore ospitava un'icona di san Nicola e quelli laterali erano dedicati a sant'Orsola e santa Caterina. Il presbiterio era coperto da una cupola ellittica decorata da dei cassettoni con delle rose. Nel secolo diciottesimo, all'interno della chiesa furono realizzate delle opere in stucco. La navata era coperta da una volta poggiante su delle paraste ioniche.